# Время выбрало нас
«Время выбрало нас» — пятисерийный советский художественный телефильм Михаила Пташука, военная драма. Первый показ состоялся осенью 1979 года.

## Сюжет
Действие начинается в первые дни Великой Отечественной в западной части БССР. Скрываясь от стремительно продвинувшихся немецких войск, в прочёсываемом немцами лесу случайно сходятся трое ранее не знакомых людей: комсомольский активист Воронецкий (Евгений Герасимов), раненный в ногу лейтенант РККА Небылович (Станислав Жданько), командированный из Москвы Молчанов (Виктор Проскурин), уже успевший побывать в немецком плену, бежавший из него, захвативший при побеге немецкую форму и оружие. Молчанов благодаря знанию немецкого языка выдаёт себя за оберфельдфебеля вермахта Пауля Хинце, «взявшего в плен двух русских», что позволяет всем троим ускользнуть от немцев.
Достаточно быстро приходит понимание, что «выйти к своим» уже не удастся, фронт слишком быстро и слишком далеко ушёл на восток. Герои присоединяются к партизанскому движению в крае, между ними, несмотря на несхожесть биографий и характера, возникает боевое товарищество.

## В ролях
| Актёр                  | Роль |
| ---------------------- | --- |
| Евгений Герасимов      | секретарь райкома комсомола Иван Лукич Воронецкий |
| Станислав Жданько      | лейтенант РККА Алексей Небылович |
| Виктор Проскурин       | Пётр Никандрович Молчанов |
| Владимир Гостюхин      | командир кавалерийского партизанского отряда Семён Лагутников |
| Виктор Павлов          | руководитель подполья в городе «Стратег» (бывший участковый Сечкин)                                                                                                  |
| Петр Вельяминов        | секретарь райкома КП(б) Белоруссии, командир партизанской бригады Михаил Иванович Бутевич (в титрах — Бутэвич)                                                       |
| Алексей Эйбоженко      | до войны — председатель колхоза, при немцах староста, связанный с партизанами, в 5 серии — командир партизанской бригады Степан Лукич Воронецкий, старший брат Ивана |
| Михаил Глузский        | Фадей |
| Леонид Марков          | профессор-историк Алексей Алексеевич Загорский |
| Гирт Яковлев           | обер-лейтенант абвера (позже майор СД) Конрад Ольце |
| Стефания Станюта       | Воронецкая |
| Майя Булгакова         | многодетная мать |
| Евгений Лебедев        | Мефодий Кузьмич |
| Валентин Никулин       | фашист-снайпер на вышке |
| Марина Дюжева          | Маша Ромашина |
| Александр Голобородько | Михаил Васильевич, секретарь ЦК ЛКСМБ |
| Николай Прокопович     | Оберг |
| Генрикас Кураускас     | Хельмут Бесслер, немецкий полковник, писатель |
| Павел Кормунин         | Гончаренко |
| Ирина Муравьёва        | Зинаида |
| Вячеслав Молоков       | Тимоха |
| Пётр Юрченков          | Стась |
| Вадим Михеенко         | Каменок |
| Владимир Грицевский    | Шевардин |

## История создания
Съёмки сериала начались в 1976 году и были осложнены трагическими событиями. Весной 1978 года, когда были полностью отсняты первые две серии и приступали к съёмкам третьей, в бытовом конфликте был убит Станислав Жданько, исполнитель роли лейтенанта Небыловича. Пришлось отказаться от задуманной триады характеров и переписывать дальнейший сюжет фильма. Для зрителей в третьей серии сообщалось, что лейтенант погиб в очередном бою.

## Премия
- 1980 Премия Ленинского комсомола Лауреаты в области литературы, искусства: Пташук, Михаил Николаевич, режиссёр; Герасимов, Евгений Владимирович, исполнитель роли Ивана Воронецкого; Гостюхин, Владимир Васильевич, исполнитель роли Семёна Лагутникова, — за многосерийный художественный фильм «Время выбрало нас» производства киностудии «Беларусьфильм».

## Музыка и песни к фильму
В титрах звучат задающие тему фильма песни Михаила Матусовского на музыку Тихона Хренникова «Время выбрало нас» (исполняет Евгений Нестеренко) и «Поле Куликово». Они с первого показа получили широкую популярность в СССР. Этот показ (октябрь—ноябрь 1979) случился всего за пару месяцев до ввода советских войск в Афганистан. Название фильма (которое в свою очередь является рефреном песни) было переосмыслено уже в контексте Афганской войны. Участниками войны был написан ряд популярных одноимённых песен и книг.